# Julio Gutiérrez Arévalo
Julio César Gutiérrez Arévalo (Tegucigalpa, M.D.C., Francisco Morazán, 1981) es un empresario y directivo de fútbol hondureño. Fue presidente del Club Deportivo Motagua y es propietario de Satcom, S.A., además de formar parte de la junta directiva de diversas empresas.

## Biografía
Es hijo de los reconocidos empresarios Marco Tulio Gutiérrez Velásquez y Lena Karyn Arévalo; tiene tres hermanos,  Marco Tulio, Lena y Ginette Gutiérrez. Está casado con Mónica Pedemonte y de dicho matrimonio han procreado tres hijos.

## Actividades
Forma parte de la junta directiva de una de las mayores empresas de encomiendas de Honduras, Gutiérrez Cargo S.A. (dueña de la franquicia FedEx en Honduras). Ha sido directivo del Club Deportivo Motagua por muchos años, siguiendo el legado que dejó su padre, quien fue presidente del mismo en 2003. El 15 de julio de 2014, se anunció que sería el presidente del Club Deportivo Motagua por un periodo indefinido de tiempo.

## Caso IHSS
El 1 de julio de 2015 se presenta Requerimiento Fiscal en su contra acusada de delitos contra la salud pública, falsificación de documentos públicos y fraude, siendo directivo de la empresa Farmacéutica Astropharma. Junto a él sus hermanos Lena Gutiérrez, Ginette Gutiérrez Arévalo y su padre Marco Tulio Gutiérrez y otras doce personas. El 16 de septiembre, Eduardo Montes (abogado de la familia Gutiérrez) fue asesinado dentro de un complejo financiero de Tegucigalpa.